# 張萬綏
張萬綏，字履之，山東鄒平縣人。清朝初年政治人物。

## 生平
明崇禎十五年（1642年）壬午科山東鄉試中舉。清順治三年（1646年），登進士。授直隸博野縣知縣，未赴任卒。

## 家族
伯父張廷登。